# Тактический номер
ТАКР «Новороссийск»
Тактический номер (англ. tactical number) — принятый в государствах членах NATO — OTAN и ряде других государствах термин, являющийся переводом русскоязычного термина «бортовой номер».
Со временем термин «тактический номер» получил распространение и в русском языке как синоним понятия «бортовой номер» (не путать с понятием hull number — см. бортовой номер).

## Бортовой номер (англ.Tactical number) в ВМФ СССР и России
Бортовой номер корабля (в русском языке) — трёхзначное (ранее двухзначное) цифровое обозначение корабля, которое является его тактическим идентификатором и позывным. Назначается на ограниченный срок (несколько лет), периодически сменяется по приказу командования флота. Назначенный на ограниченный период, цифровой идентификатор корабля не имеет никакой систематизации — ни относительно класса или типа/проекта корабля, ни относительно флота или оперативного объединения — то есть имеет случайный характер назначения номера тому или иному кораблю.
Эти две существенных особенности: отсутствие какой-либо логики назначения (отсутствие систематизации) и периодическое изменение номеров (временный характер назначения бортового номера) — в корне отличают советский/российский бортовой номер (англ. Tactical number) от западного понятия бортового номера (англ. Hull number). Но, в то же время такой подход к назначению бортового номера (временного и не системного) существенно усложнял идентификацию корабля до появления электронных средств идентификации и слежения.
Термин «тактический номер» используется в Корабельном уставе ВМФ России:

1.  Перед выходом в море командир соединения кораблей ставит командирам кораблей задачу на поход, знакомит их с обстановкой на переходе, указывает походный порядок и место каждого корабля в нём, его тактический номер…

— Корабельный устав ВМФ России

## Литерно-номерные обозначения кораблей ВМФ СССР и России
Подводным лодкам, а также надводным кораблям 3…4 рангов (торпедные и ракетные катера, сторожевые корабли, тральщики и т. п.) при строительстве было принято давать литерно-номерные (литерно-цифровые) обозначения, которые являлись его именем и не изменялись со временем, кроме случаев переклассификации — например, подводные лодки С-56, К-21 и т. д. Это литерно-номерное обозначение (обычно — единственное имя корабля) было аналогом бортового номера в ВМС США и других стран (англ. Hull number), то есть номером, который их классифицировал — относил к определённому классу или типу военных кораблей.
В отдельных случаях изменение или присвоение нового литерно-номерного обозначения происходит не в связи с переклассификацией корабля, а со структурно-организационными преобразованиями в составе флота и т. п., например: подводная лодка «Металлист» (носившая в период 1931—1932 годов бортовой № 16 [англ. Tactical number], который затем был изменён на 25), в 1934 году вместо своего наименования получила новое литерно-номерное обозначение — А-5 (англ. Hull number), при этом лодка переклассифицированна не была.

## Примеры
Помимо бортового номера (англ. Tactical number), периодически менявшегося, литерно-номерного обозначения (постоянного) и собственного имени, существовали также заводской номер и номер (код), определявший проект.
Так, первая советская атомная подводная подводная лодка проекта 627 при спуске на воду в 1957 году получила имя «К-3», до этого, при строительстве, имела заводской номер 254, 9 октября 1962 года лодке было присвоено почётное наименование «Ленинский комсомол», после чего именовалась АПЛ К-3 «Ленинский комсомол» (то есть сохраняя и литерно-номерное обозначение [имя] и имя собственное), 14 марта 1989 года переклассифицирована из «крейсерской» в «большую» (БПЛ) с изменением литерно-номерного обозначения с К-3 на Б-3 (нечастый случай — обычно корабль носит единственное литерно-номерное имя от спуска на воду до списания). За годы службы носила бортовые номера (англ. Tactical number): 303 (1958 год), 254, 270 (1962 год), 666, 655 (1998—2001 годы).

## Другая информация
Основной особенностью тактического номера (в противоположность бортовому номеру) является то, что он присваивается кораблю не на постоянной основе, а чаще всего на определённый срок, и может быть изменён по приказу командования флота в любое время. В ВМФ СССР до 1990 года. действовала система, по которой раз в 2 года (по чётным годам) корабли всех флотов меняли свои старые тактические номера на новые. После распада Советского Союза в Военно-морском флоте Российской Федерации тактические номера меняли только дважды: в 1992 и 1996 годах.
Появление системы тактических номеров в советском ВМФ было во многом вызвано стремлением запутать вероятного противника — США в оценке общего количества кораблей надводного и подводного флотов ВМФ СССР, а также стремлением затруднить для разведки противника определение того, какие именно боевые корабли находятся в боевых походах, на учениях и т. п. Учитывая, что большинство из типов надводных и подводных кораблей Советского флота строились серийно, идентифицировать отдельный корабль серии только на основе визуального наблюдения или аэрофотосъёмки было весьма сложно.
В России, в отличие от остального мира, тактические номера называют бортовыми, но вкладывают в него смысл, противоположный общепринятому для бортового номера. Термином же «тактический номер» для подводных лодок обозначают литерно-цифровой шифр, присваиваемый им на постоянной основе, то есть аналогично бортовому номеру в «западном» понимании. Например, подводная лодка «Ленинский комсомол» имела тактический номер «К-3» (позже в связи с переклассификацией лодки из крейсерской в большую её тактический номер был изменён на «Б-3»). В советские времена тактический номер считался секретным и не подлежал разглашению. Металлическая табличка с тактическим номером устанавливалась в ограждении рубки с внутренней стороны так, что бы она не просматривалась извне.

## Состав
Тактический номер состоит исключительно из цифровой части, которая обычно представлена 3, реже 4 цифрами.
Примеры бортовых номеров:
655 — тактический номер ПЛ К-3 «Ленинский комсомол» в 2001 году;
670 — тактический номер эсминца «Современный» (проекта 956) в 1980 г.;
713 — тактический номер БПК «Керчь» (проекта 1134-Б) в 2007 г. и т. д.